# Stazione di Chingford
La stazione di Chingford è una stazione situata nel borgo londinese di Waltham Forest. Capolinea della propria diramazione delle ferrovie della Valle del Lea, è servita ogni ora da quattro treni suburbani della London Overground verso la stazione di Liverpool Street, distante 17 chilometri.